# Copto
El término copto hace referencia a los egipcios que profesan algún tipo de fe cristiana, ya sea en la tradicional y mayoritaria Iglesia ortodoxa copta, o en las más recientes y minoritarias Iglesia católica copta e Iglesia evangélica copta.
Los coptos constituyen uno de los grupos religiosos principales en Egipto y la mayor comunidad cristiana en Oriente Próximo y Medio, para la segunda década del siglo XXI los cristianos constituyen menos de 8 por ciento de la población total del país.

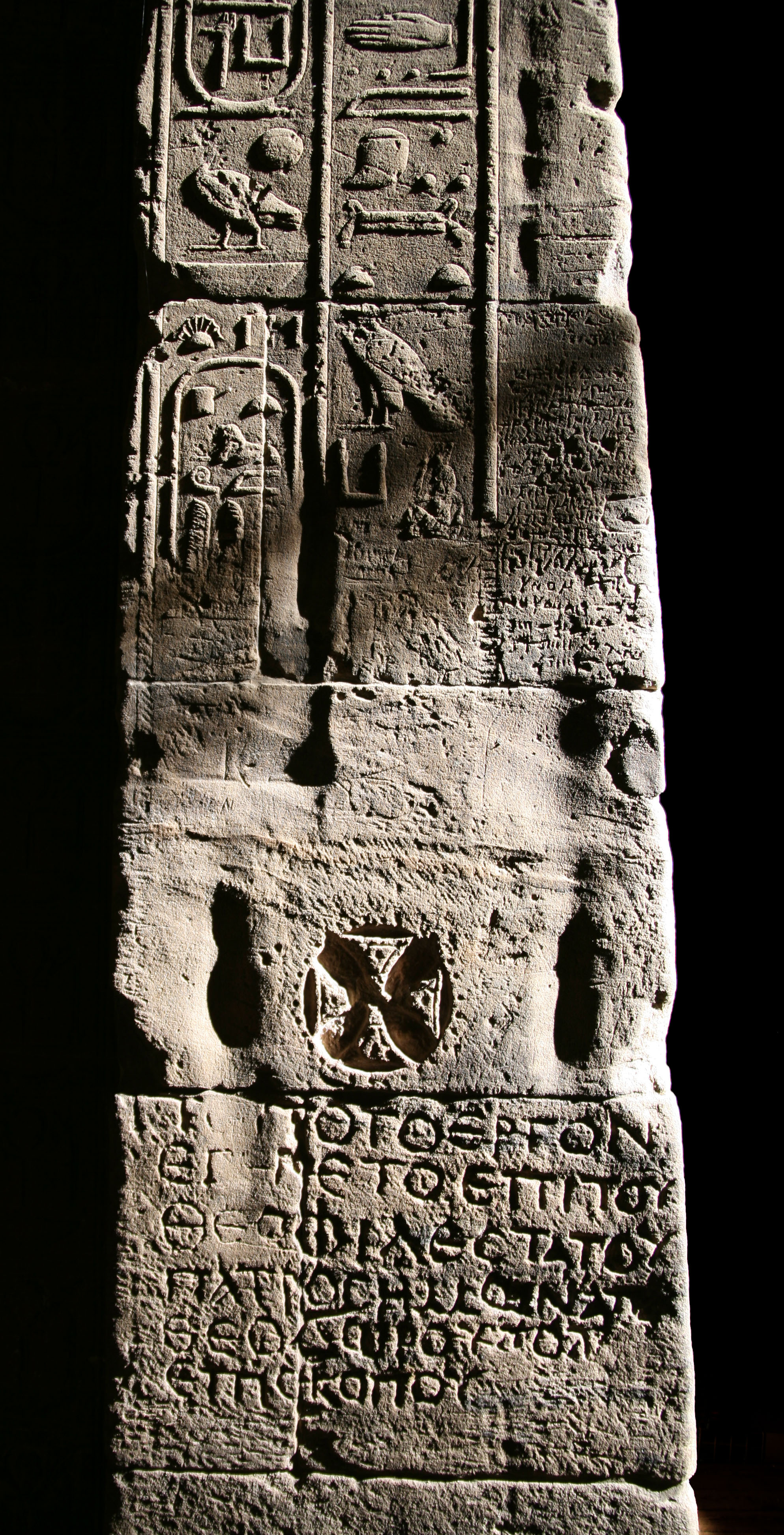
Cruz copta, tallada en el templo de Isis en Filé, Egipto.

Sus antepasados más cercanos se convirtieron al cristianismo a partir del año 42 d. C., y a través de los años conservaron su religión, a pesar de la introducción del islam en Egipto 600 años más tarde, con la cual el país se perfiló con una mayoría musulmana. Desde entonces, los coptos han sido objeto de discriminación y diversas persecuciones religiosas, aún en la era moderna, además de ser el blanco de ataques de grupos militantes extremistas islámicos.La minoría copta ha sido tradicionalmente marginada, sin embargo con la llegada Gamal Abdel Nasser (1956-1970) y el socialismo árabe adquirieron similares derechos que el resto de la población egipcia, con la constitución impulsada por Nasser se otorgó la libertad de religión junto con protección oficial a las minorías coptas y se instituyó un Estado laico.
Desde la década del 70 tras el golpe de Estado se declaró a Egipto como país confesional. Con la llegada del sigo XXI se ha visto un incremento en los niveles de violencia entre coptos y musulmanes y en choques entre coptos y las fuerzas de seguridad. Una serie de atentados y matanzas sucedieron durante los últimos años.En junio de 2016 una explosión a consecuencia de un ataque dejo 23 muertos  junto a la principal catedral cristiana copta de El Cairo.En abril del año 2017 un grupo extremista atento contra una iglesia copta en el Cairo causando 22 muertes.En la navidad de 2019 nuevos atentados a iglesias cristianas coptas provocaron decena de muertosEn varias ciudades de Egipto, los cristianos residen en zonas comúnmente conocidas como «barrios coptos», entre ellas Zabbaleen, que son importantes recolectores de basura en El Cairo. Participan en el cuidado y administración de los santos lugares cristianos de Jerusalén, que reconoce la tradición, junto con otras confesiones cristianas.

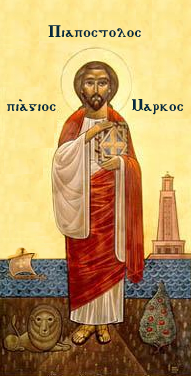
Icono de Marcos el Evangelista, considerado el fundador de la Iglesia copta.

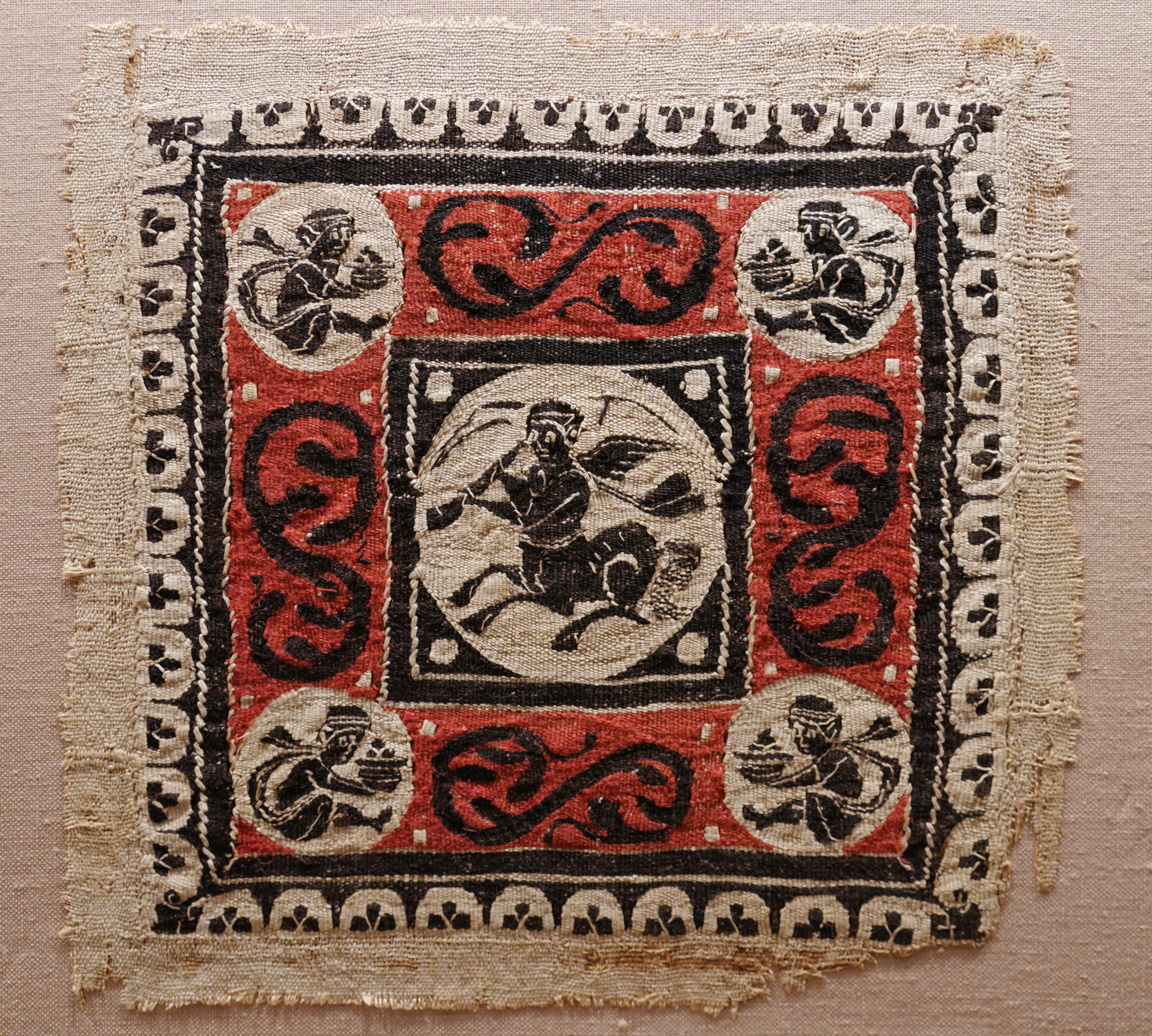
Tapiz copto, museo de Bellas Artes de Rennes, Francia,.

## Etimología
La palabra 'copto' procede del griego Αίγύπτιος Aigyptios, que significa "egipcio", sincopado después en kuptios por los propios coptos, palabra que pasó al árabe como قُبْط Qubṭ (o قِبط Qibṭ). De esta última procede la denominación en idioma castellano. Fue utilizada originalmente en árabe clásico para referirse a los egipcios en general, pero ha sufrido cambios de uso semántico a lo largo de los siglos para referirse en general a los cristianos de Egipto.Históricamente, hablaron el idioma copto (descendiente del demótico). En copto, se denominan a sí mismos como ou.Remenkīmi en.Ekhristianos, que literalmente significa "egipcio cristiano". Actualmente hablan árabe. Solo se utiliza el copto en su liturgia.
El término 'copto' se aplica con frecuencia a los miembros de la Iglesia copta, independientemente del origen étnico de sus practicantes. Así, a los cristianos tanto de Etiopía como de Eritrea, Sudán (conocidos como nubios antes del periodo islámico) y Sudán del Sur se les conoce tradicionalmente como coptos por pertenecer a la Iglesia copta, la cual se separó de la Iglesia romana y las demás Iglesias ortodoxas en el año 457 cuando el Patriarca de Alejandría, Timoteo Eluro, excomulgó al papa y al resto de los patriarcas. También se aplica para referirse a todos los cristianos de Egipto, incluyendo así a los miembros de la Iglesia copta ortodoxa, la Iglesia católica copta, la Iglesia ortodoxa de Alejandría e incluso a los protestantes egipcios, que fuera de Egipto, se les reconoce como coptos.
Tradicionalmente una de las principales zonas geograficas de presencia copta fue Sudán, Dónde históricamente han enfrentado a la conversión forzada al Islam , lo que resultó en su emigración y disminución en número en especial década de persecución bajo el gobierno mahdista a fines del siglo XIX. Como resultado de esta persecución, muchos se vieron obligados a renunciar a su fe, adoptar el Islam. La introducción de la sharia islámica a comienzos del siglo XXI dio inicio a una nueva fase de tratamiento opresivo de los coptos, entre otros no musulmanes. La situación se agrabvó golpe militar en 2019 , liderado por Abdel Fattah al-Burhan y Mohamed Hamdan Dagalo, los coptos, fueron sometidos a una persecución intensificada durante una guerra civil que comenzó en 2023. 

## Iglesias coptas
El término "copto" designa a los cristianos de Egipto pertenecientes a las Iglesias coptas, que son principalmente dos: una católica (minoritaria) y otra ortodoxa (mayoritaria), además de otras vertientes. Para efectos litúrgicos, los coptos católicos y ortodoxos utilizan el idioma copto y un calendario copto.

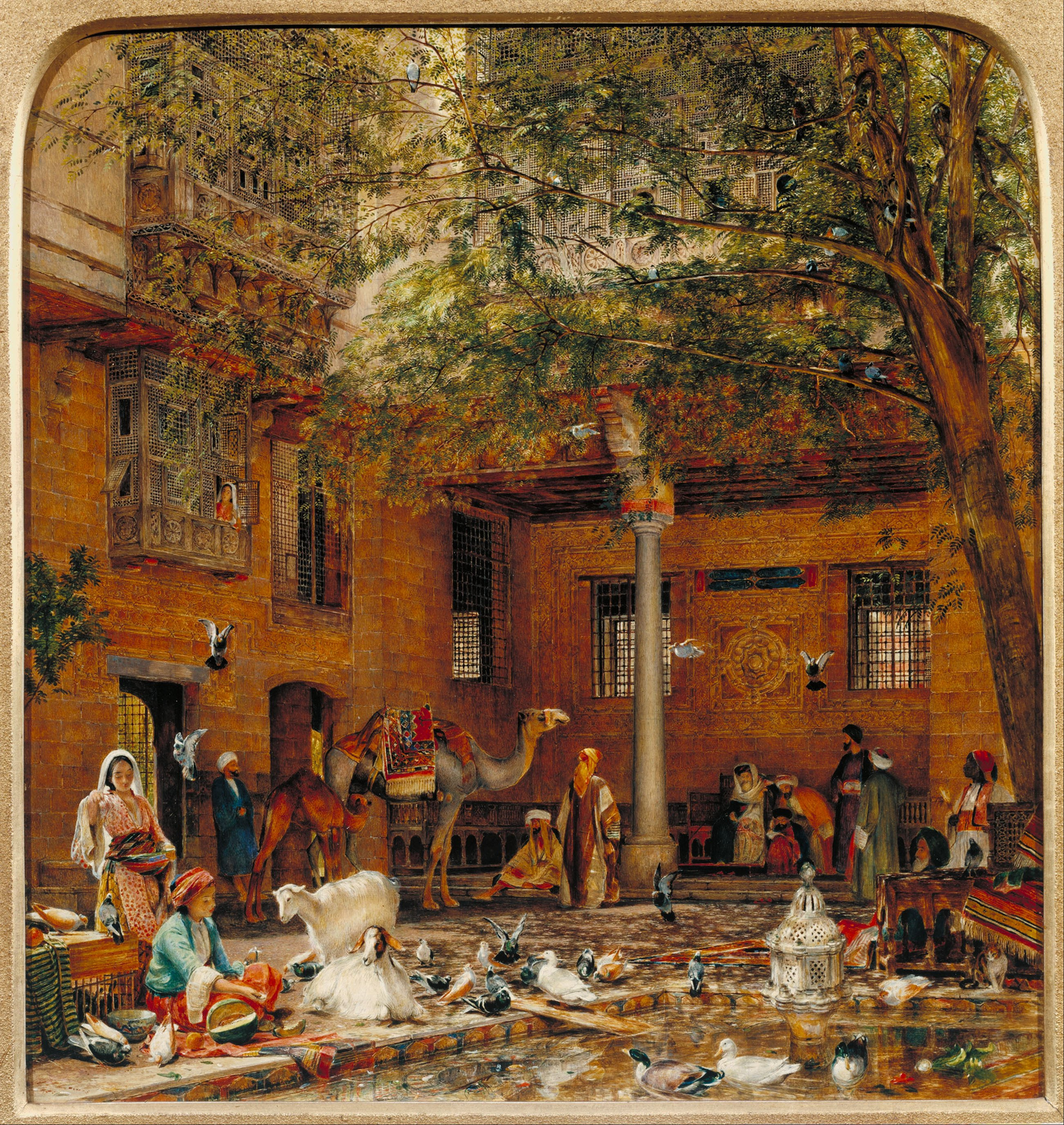
Residencia del patriarca copto en El Cairo (óleo sobre tabla de John Frederick Lewis, h. 1864).

La máxima autoridad religiosa de los cristianos coptos es el patriarca de Alejandría. En la actualidad hay 3 líderes que declaran ser el legítimo patriarca de Alejandría: Según el Informe de Libertad Religiosa de Ayuda a la Iglesia Necesitada (ACN), los cristianos representan el 4,95% de los 84 millones de egipcios, es decir, algo más de 4,1 millones de personas. La mayor parte de los cristianos egipcios pertenecen a la Iglesia Copta Ortodoxa, aunque también hay una pequeña minoría católica
- El papa de la Iglesia copta ortodoxa de Alejandría, Tawadros II (Teodoro II), egipcio, cabeza de la Iglesia en Egipto, estimada en 2018 en 8.5 millones de coptos "miafisistas", en Egipto y un millón en otros países.[10] en comunión con las Iglesias coptas de Etiopía y Eritrea.

- El patriarca de Alejandría de los coptos católicos, Ibrahim Isaac Sidrak, egipcio, líder de unos 175.000 católicos de rito alejandrino (católicos coptos), en comunión con el papa de Roma y por tanto reconocidos como parte de la Iglesia católica.

- El patriarca de la Iglesia ortodoxa de Alejandría, Teodoros II, griego de Creta, cabeza del Patriarcado ortodoxo de Alejandría, de unos 100.000 cristianos greco-ortodoxos en Egipto;[cita requerida] está en comunión con el patriarca de Constantinopla, forma parte de la Iglesia ortodoxa.

## Idioma
El idioma copto es la lengua descendiente del egipcio demótico, el idioma egipcio hablado en el último periodo del Antiguo Egipto. Su escritura surge en el siglo II y se utilizó coloquialmente como lengua principal hasta el siglo VIII. A partir de la conquista musulmana empezó a declinar, siendo sustituido progresivamente por el árabe. Hacia el siglo XVII había desaparecido prácticamente como lengua hablada, aunque continuó usándose como lengua litúrgica por el clero de las Iglesias coptas. Tiene un alfabeto propio, derivado principalmente del griego y de algunos signos demóticos.